# Riddaren i fågelhamn
Riddaren i fågelhamn (klassifikation: SMB 17, TSB A 44) är en naturmytisk balladtyp som finns upptecknad i Sveriges Medeltida Ballader i en svensk variant från 1570-talet; melodiuppteckning saknas.

## Handling
En mycket vacker jungfru vill inte ha någon man som inte kan flyga. Detta får en ungersven höra talas om. Han låter göra om sina guldringar till vingar, och fäster dem med guldtråd. Han flyger till jungfrun, och förenas med henne.

## Paralleller på andra språk
Balladtypen finns också på danska (DgF 67, vissa av varianterna) och .färöiska (CCF 127).